# Erica chonantha
Erica chonantha är en ljungväxtart som beskrevs av Dulfer. Erica chonantha ingår i släktet klockljungssläktet, och familjen ljungväxter. Utöver nominatformen finns också underarten E. c. longistyla.